# 망개나무
망개나무(Berchemia berchemiifolia)는 한국·일본 등지에 분포하는 낙엽교목으로 멧대싸리 또는 살배나무라고도 한다. 잎은 어긋나며 긴 타원형이고 밑은 고르지 않아 날카로우며 끝은 날카롭고 톱니가 없으며 잎 뒷면이 분백색이다. 꽃은 양성(兩性)이며 꽃차례는 털이 없고 총상꽃차례로 6-7월에 잔꽃이 잎겨드랑이에서 핀다. 꽃자루는 짧으며 암술대는 1개이고 암술머리는 2개로 갈라진다. 열매는 핵과로 긴 타원형이며 8월에 홍등색으로 익는다.

## 천연기념물
- 보은 속리산 망개나무 - 대한민국 천연기념물  제207호
- 괴산 사담리 망개나무 자생지 - 대한민국 천연기념물  제266호
- 제원 송계리 망개나무 - 대한민국 천연기념물  제337호